# STS-51-D
STS-51-D (englisch Space Transportation System) ist eine Missionsbezeichnung für das US-amerikanische Space Shuttle Discovery (OV-103) der NASA. Der Start erfolgte am 12. April 1985. Es war der vierte Flug der Raumfähre Discovery und der 16. Flug eines Space Shuttles.

## Mannschaft
- Karol Bobko (2. Raumflug), Kommandant
- Donald Williams (1. Raumflug), Pilot
- Rhea Seddon (1. Raumflug), Missionsspezialistin
- Jeffrey Hoffman (1. Raumflug), Missionsspezialist
- David Griggs (1. Raumflug), Missionsspezialist
- Charles Walker (2. Raumflug), Nutzlastspezialist
- Jake Garn (1. Raumflug), Nutzlastspezialist, Politiker

Charles Walker war erneut als Industrieastronaut der US-Luft- und Raumfahrtfirma McDonnell Douglas im Einsatz, mit Jake Garn war der erste Politiker im All.

## Missionsüberblick
Der Start war ursprünglich für den 19. März 1985 geplant. Nachdem die Mission STS-51-E gestrichen worden war, wurde die Nutzlast von 51-D und 51-E neu zusammengestellt. Dabei ereignete sich in der Orbiter Processing Facility ein Unfall, bei dem die Frachtraumtür der Discovery beschädigt wurde. Deshalb musste der für den 28. März angesetzte Missionsbeginn auf den 12. April verschoben werden. Am Starttag selbst wurde der Countdown für 55 Minuten angehalten, weil ein Schiff in das für die Wasserung der Feststoffraketen gesperrte Seegebiet eingedrungen war.
STS-51-D setzte die Satelliten TELESAT-9 und LEASAT-3 aus. Bei letzterem funktionierte jedoch die automatische Inbetriebnahme der Antenne und des Triebwerks nicht. Die Mission wurde kurzfristig um zwei Tage verlängert, um den Defekt durch die Astronauten beheben zu lassen, was aber nicht gelang. Der Satellit wurde dann bei der Mission STS-51-I wieder eingefangen und repariert. Außerdem wurden verschiedene Experimente mitgeführt, unter anderem solche, welche von amerikanischen Studenten entwickelt worden waren.
Bei der Landung im Kennedy Space Center in Florida ereignete sich ein Schaden am Bremssystem des Shuttle und ein Reifenplatzer. Bis zum Einbau einer Bugrad-Steuerung wurden deshalb alle folgenden Landungen auf der Edwards Air Force Base geplant.